# Eva Setzkorn
Eva Setzkorn es una deportista de la RDA que compitió en piragüismo en la modalidad de eslalon. Ganó siete medallas en el Campeonato Mundial de Piragüismo en Eslalon entre los años 1953 y 1959.

## Palmarés internacional
| Campeonato Mundial | Campeonato Mundial | Campeonato Mundial | Campeonato Mundial |
| Año                | Lugar              | Medalla            | Competición        |
| ------------------ | ------------------ | ------------------ | ------------------ |
| 1953               | Merano (Italia)    | Medalla de plata   | F1 individual      |
| 1953               | Merano (Italia)    | Medalla de plata   | F1 por equipos     |
| 1955               | Tacen (Yugoslavia) | Medalla de oro     | F1 por equipos     |
| 1955               | Tacen (Yugoslavia) | Medalla de bronce  | F1 individual      |
| 1957               | Augsburgo (RFA)    | Medalla de oro     | F1 por equipos     |
| 1957               | Augsburgo (RFA)    | Medalla de plata   | F1 individual      |
| 1959               | Ginebra (Suiza)    | Medalla de oro     | F1 por equipos     |